# Penicillaria simplex
Penicillaria simplex là một loài bướm đêm trong họ Noctuidae.